# Pirapora
Pirapora est une municipalité brésilienne de l'État du Minas Gerais et la microrégion de Pirapora.
Il s'y trouve le complexe solaire de Pirapora, plus grande centrale solaire d'Amérique latine.

## Personnalités liées à la commune
- Robert (2005-), footballeur brésilien, y est né.